# Бодхана Шиванандан
Шиванандан Бодхана (7 березня 2015 ) — англійська шахістка тамільського походження, майстриня ФІДЕ серед жінок (2023). Вундеркінд, учасниця олімпіади 2024 року у складі жіночої збірної Англії.
Наймолодша учасниця збірної Англії на міжнародному спортивному змаганні.

## Життєпис
Почала грати в шахи під час пандемії коронавірусу. Дівчинка випадково знайшла дошку та фігури в сумці, подарованій її батькові, після чого почала займатися шахами.
2023 року Бодхана стала посолкою Chesskid на шаховому сайті Chess.com.
Тренується близько години щодня після школи за допомогою наставників та тренерів міжнародного рівня з Шахова федерація Англії.
Нині навчається в початковій школі Святого Джона Фішера в Герроу.

## Кар'єра

### 2022 рік
На чемпіонаті Європи серед школярок віком до 7 років Бодхана посіла перше місце з результатом 7 очок із 7.
На чемпіонаті світу серед школярок віком до 8 років, який проходив у місті Батумі (Грузія), поділила перше місце, за додатковими показниками залишившись другою з результатом 9,5 з 11.
На чемпіонаті Англії серед жінок із бліцу посіла друге місце після гросмейстерки Ельміри Мірзоєвої.

### 2023 рік
На чемпіонаті світу серед школярок віком до 8 років, який проходив у місті Шарм-еш-Шейх (Єгипет), посіла чисте перше місце з результатом 11 очок із 11.
На відкритому чемпіонаті Європи з бліцу, що проходив 2023 року, посіла перше місце серед жінок (73-тє місце серед 555 учасників), показавши результат 8,5 із 13 очок. Виконавши рейтинг-перформанс 2316 пунктів, випередила 8 гросмейстерів.

### 2024 рік
Шиванандан — одна з п'яти гравчинь, відібраних до жіночої збірної Англії на шаховій олімпіаді 2024 року, яка пройшла в Будапешті (Угорщина) від 10 до 23 вересня.

## Рекорди
- У віці 9 років стала наймолодшою спортсменкою, яка виконала норму міжнародного майстра серед жінок.[18][19]
- Стала шахісткою з найвищим рейтингом у віці до 8 років.[20]